# Nacionalni park Nahanni
Nacionalni park i rezervat Nahanni (engleski: Nahanni National Park Reserve) je nacionalni park u jugozapadnoj regiji Dehcho kanadske autonomne terit0rije Sjeverozapadni teritoriji, oko 500 km zapadno od grada Yellowknifea, i svojom površinom od 47.656 km² pokriva većinu prirodnog područja gorja Mackenzie. Ime mu potječe iz Atapaski (Déné) jezika indijanskih starosjedilaca plemena Yellowknife, Nahʔa Dehé što znači "rijeka zemlje naroda Nahʔa". Naime, sve do 1820-ih i otvaranja prvih europljanskih trgovačkih postaja, na ovom području su živjeli indijanci plemena Esbataottine (što znači "divokoze") i Kaska (pripadnici naroda Nahane).
Središtem parka protječe divlja Južna Nahanni rijeka koja prolazi kroz četiri spektakularna klanca dubine do 1000 m i jedinstven krški sustav špilja, te stvara velike slapove. Park je također i dom brojnim životinjskim vrstama polarne šume kao što su: vuk, sivi medvjed i sob, te alpskim vrstama kao što su: Dallova ovca (Ovis dalli) i planinska koza (Oreamnos americanus). Zbog toga je Nacionalni park Nahanni upisan na UNESCO-ov popis mjesta svjetske baštine u Sjevernoj Americi još 1978. godine.

## Odlike
Ispresijecani pješčenjak, šejl i vapnenačko gorje na istoku i središtu parka je u snažnom kontrastu s oštrim brdima tvrđih magmatskih stijena na krajnjem zapadu parka. Unutar parka se nalaze visoravan Hyland, gorje Selwyn, visoravan Liard, te dolina i gorje Mackenzie. Ispod gorja Ragged Range nalaze se sedreni humci poznati kao Rabbitkettle Hotspring ("Toplice kotla za zečeve"), u uzastopnim terasama do 30 m visine. Tu su i mnoge krške tvorevine, špilje, podzemne rijeke, labirinti i vrtače, ali i veliko područje ledenjacima erodiranog pješčenjaka prije 300.000 godina, poznato kao Sand Blowouts. Na rijeci nalazi se i 96 m visok slap Virginia Falls, poznat i kao Nailicho na jeziku starosjedilaca.
Vegetacija parka je uglavnom prijelazna iz arktičke polarne šume u arktičku alpsku tundru. Smrče i topole rastu u dolinama, dok je na uzvisinama češća crna smrča (Picea mariana). U blizini slapa Virginia Falls, zbog pojačane vlažnosti zraka, raste tajga smrča-ariša, te brojni lišajevi i rijetke orhideje. U blizini mineralnih izvora rijeke Flat River rastu mnoge cvjetnice kao što su: divlja metvica, zlatošipka, majmunski cvijet (Mimulus) i dr. Sve u svemu unutar, parka je otkriveno 600 vrsta viših biljaka i 325 vrsta mahovinki (Bryophyta).
Pored šumskih bizona i američkih ždralova, u parku obitavaju mnoge druge vrste životinja kao što su: los, američki crni medvjed, mrki medvjed, vuk, ris, dabar, američki zec (Lepus americanus), kanadski ždral (Grus canadensis), grličasta lještarka (Bonasa umbellus) i najsjevernija populacija prugaste guje (Thamnophis sirtalis parietalis), koja stvara zloglasne zajednice u jamama parka.
Sveukupno je u parku zabilježeno 40 vrsta sisavaca i 170 vrsta iz 29 rodova ptica kao što su: labud trubač (Cygnus buccinator), sivi sokol, suri orao i bjeloglavi orao. U potocima koji utječu u rijeke Nahanni i Flat zabilježene su vrste riba: arktički lipan (Thymallus arcticus) i Dolly Varden pastrmka (Salvelinus malma malma).
Od vodozemaca zabilježeni su kanadska krastača (Bufo hemiophrys), sjeverna leopardska žaba (Rana pipiens), šumska korska žaba (Pseudacris maculata) i šumska žaba (Rana sylvatica). Od 36 vrsta zabilježenih riba dvije su strane vrste.
- Mackenzie gorje iznad NP Nahanni
- Tzv. "Vrata rijeke Nahanni"
- Treći klanac rijeke Nahanni
- Četvrti klanac rijeke Nahanni
- Ris preplivava rijeku Sjeverna Nahanni

## Vanjske poveznice
- Parks Canada web site  Arhivirana inačica izvorne stranice od 14. veljače 2004. (Wayback Machine) (engl.)
- South Nahanni River  Arhivirana inačica izvorne stranice od 8. listopada 2006. (Wayback Machine) (engl.)
- UNEP-WCMC World Heritage site datasheet, Nahanni National Park Reserve  Arhivirana inačica izvorne stranice od 18. srpnja 2008. (Wayback Machine)
- Northwest Territories Tourism- Nahanni National Park Reserve information  Arhivirana inačica izvorne stranice od 5. lipnja 2013. (Wayback Machine) (engl.)